# Malans
Malans je obec ve švýcarském kantonu Graubünden, okresu Landquart. Nachází se v údolí Rýna, asi 14 kilometrů severně od Churu v nadmořské výšce 568 metrů. Žije zde přibližně 2 400 obyvatel.

## Geografie
Obec leží nad soutokem Landquartu a Rýna na skále 5 kilometrů jihovýchodně od Maienfeldu. Z celkové rozlohy obce 1138 ha je 505 ha pokryto lesy a lesními porosty. Dalších 449 ha se využívá pro zemědělství, z toho 115 ha pro vinice a sady. Zbytek území obce tvoří 105 ha neproduktivní půdy (převážně hory) a 79 ha zastavěné plochy.

## Historie

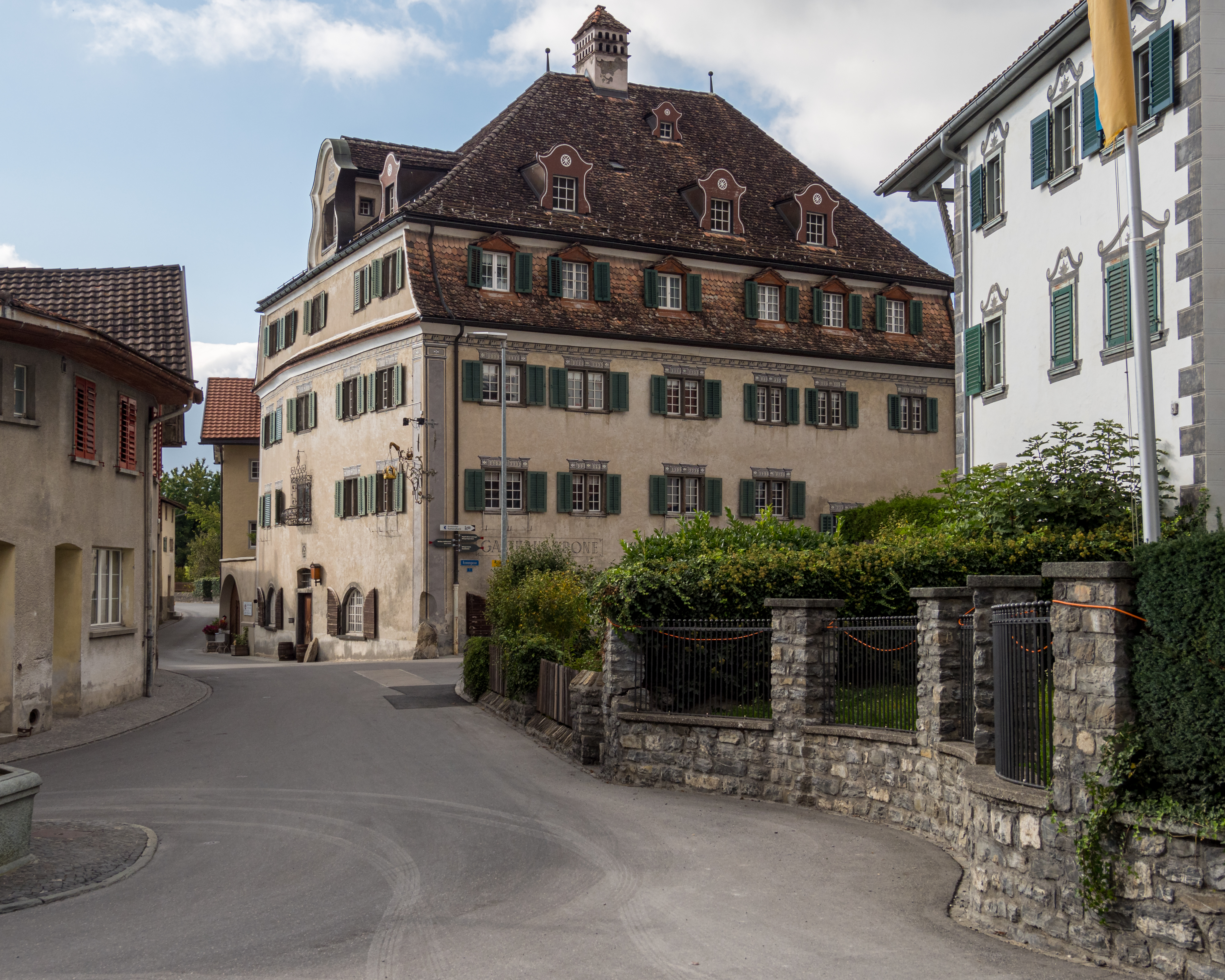
Centrum Malansu

Na Ruchenbergu se nachází sídliště z doby bronzové. Malans leží na historických tranzitních trasách údolím Rýna a byl výchozím bodem cest přes Klus a přes Fadärastein do Prättigau. Kostel St. Cassian pochází původně ze 6. století, poprvé je doložen ve 12. století a od roku 1209 patřil churskému biskupovi. Kolem roku 840 se Malans nazýval Villa Mellanze, v roce 956 Malanz. Osada byla již v raném středověku centrem vinařství. V roce 956 daroval král Ota I. Veliký malanské vinice biskupovi z Churu.
V roce 1275 jsou v Malans doloženi ševci, v roce 1387 chmelaři a v roce 1393 zedníci. Ve vrcholném středověku patřila obec ke královskému panství hradu Wynegg a od roku 1437 spolu s Jeninsem k dolnímu panství Neu Aspermont. V letech 1400 až 1600 se Malans germanizoval přílivem severních Alemanů. Přibližně ve stejné době byly vytvořeny politické orgány, jako například svobodně volitelná rada. Malans byl od roku 1509 členem vrchního soudu v Maienfeldu. V letech 1525–1526 byla obec jednou z prvních graubündenských obcí, které přijaly reformovanou víru; prvním protestantským farářem byl Johannes Blasius. V letech 1613–1835 vlastnila obec most Tardisbrücke. V 17. století je v listině zmiňováno právo týdenního trhu, který byl navštěvován také obyvateli Prättigau. Až do 19. století v něm však převládala aristokracie.
V roce 1798 byl Malans první obcí v Graubündenu, která požádala o připojení k Helvétské republice. V témže roce začaly vycházet tímto směrem orientované noviny Der Rhätische Staatsbothe a Der Merkur Hohen-Rhätiens. V roce 1803 se obec osamostatnila. V roce 1840 byla postavena silnice do Landquartu, obcházející obec, a od roku 1859 obcházela obec také Rýnská železnice (z Churu do Rorschachu), což vedlo k zrušení týdenního trhu v roce 1864.

## Obyvatelstvo
| Vývoj počtu obyvatel | Vývoj počtu obyvatel | Vývoj počtu obyvatel | Vývoj počtu obyvatel | Vývoj počtu obyvatel | Vývoj počtu obyvatel | Vývoj počtu obyvatel | Vývoj počtu obyvatel | Vývoj počtu obyvatel | Vývoj počtu obyvatel |
| -------------------- | -------------------- | -------------------- | -------------------- | -------------------- | -------------------- | -------------------- | -------------------- | -------------------- | -------------------- |
| Rok                  | 1850                 | 1880                 | 1900                 | 1950                 | 2000                 | 2004                 | 2016                 | 2019                 |                      |
| Počet obyvatel       | 912                  | 838                  | 873                  | 1345                 | 1908                 | 2083                 | 2310                 | 2419                 |                      |

Až do roku 1900 měl Malans méně obyvatel, než ostatní okolní obce, protože obec ležela poněkud stranou od železnice a hlavní silnice. Ve 20. století se počet obyvatel zvýšil díky výhodné poloze na železnici, zároveň však stranou od hlavní silnice. Z 2 083 obyvatel na konci roku 2004 bylo 1 943 (93 %) švýcarských státních příslušníků.

## Hospodářství

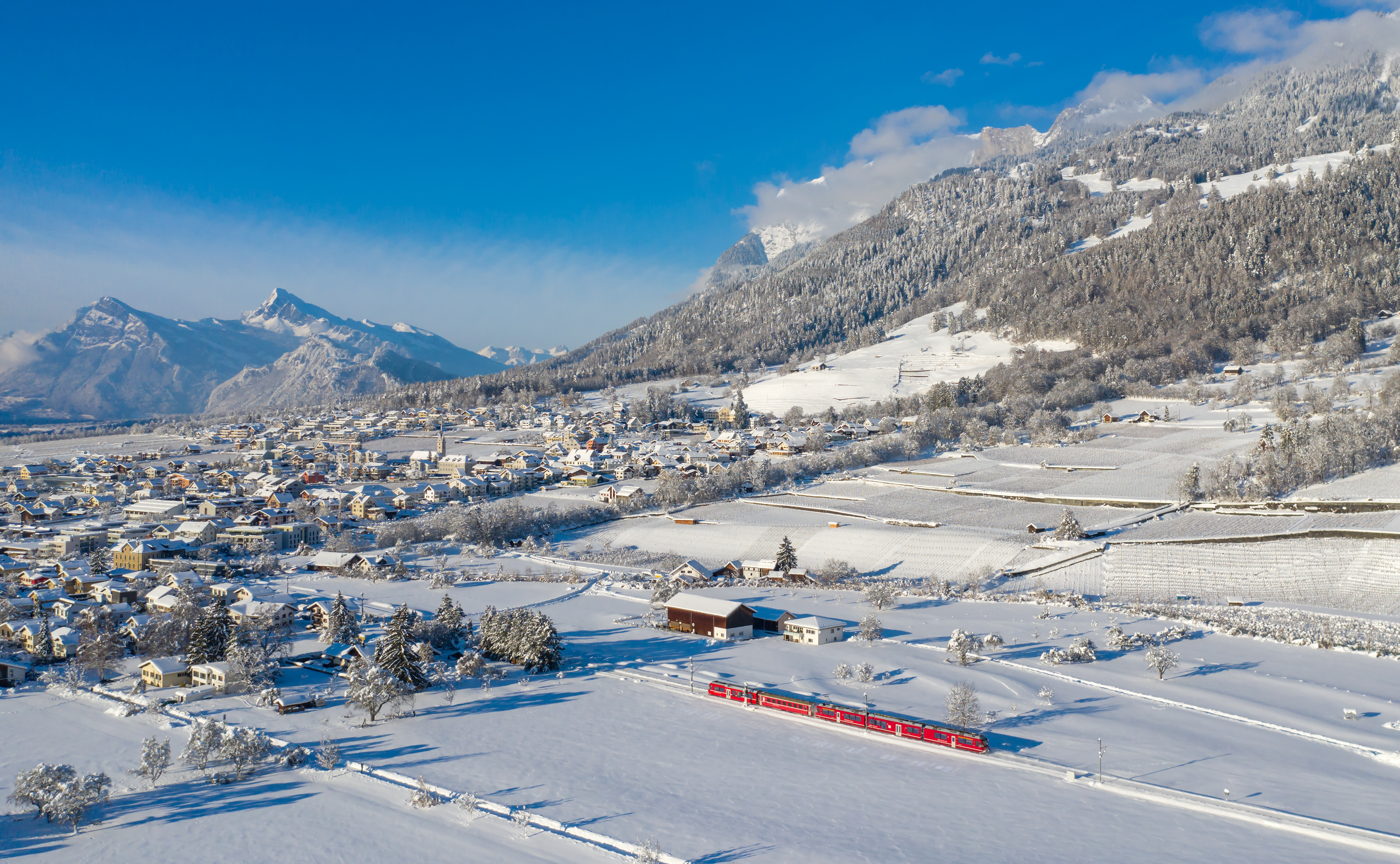
Zasněžený Malans s vlakem Rhétské dráhy v popředí

Vinařství je v Malans stále nejdůležitějším hospodářským odvětvím, ale díky vzniku průmyslu a četných podniků se v posledních desetiletích dostává do popředí také sektor služeb.

## Doprava
Malans se nachází stranou od hlavní silnice č. 28 z Landquartu přes Klosters do Davosu. V Landquartu leží také nejbližší dálnice A13 (exit 14 Landquart). Přímo v obci se od roku 1889 nachází železniční zastávka na trati Rhétské dráhy z Landquartu do Davosu. Od roku 2020 je mezistaniční úsek Landquart–Malans dvojkolejný.